# Mick Gosling
Mick Gosling, właściwie Michael Gosling (ur. 24 marca 1972) – angielski strongman.
Mistrz Wielkiej Brytanii Strongman w 2005 r.

## Życiorys
Michael Gosling jest starszym bratem siłacza, Richarda Goslinga.
Wziął udział w Mistrzostwach Świata
Strongman 2002 i Mistrzostwach Świata
Strongman 2005, jednak w obu nie zakwalifikował się do finału.
Wymiary:
- wzrost 196 cm
- waga 125 kg
- biceps 45 cm
- klatka piersiowa 125 cm
- talia 100 cm.

## Osiągnięcia strongman
- 2001
  - 3. miejsce - Mistrzostwa Zjednoczonego Królestwa Strongman
- 2002
  - 2. miejsce – Mistrzostwa Anglii Strongman
- 2005
  - 1. miejsce - Mistrzostwa Wielkiej Brytanii Strongman
  - 10. miejsce - Super Seria 2005: Varberg